# Heinrich Fischer (Ruderer)
Heinrich «Heini» Fischer (* 12. Januar 1950) ist ein ehemaliger Schweizer Ruderer. Er startete für den Ruderclub Schaffhausen in Feuerthalen.
Mit Rolf Dubs ruderte Fischer bei den Europameisterschaften 1971 auf den siebten Rang im Zweier ohne Steuermann. Bei den Olympischen Spielen 1972 in München gewann er zusammen mit Alfred Bachmann die Silbermedaille im Zweier ohne hinter Siegfried Brietzke und Wolfgang Mager aus der DDR. Bei den Europameisterschaften 1973 in Moskau erreichte er gemeinsam mit Rolf Dubs, René Furler und Nicolas Lindecker den fünften Rang im Vierer ohne Steuermann.